# Галица (дем Агринио)
 Тази статия е за селото в Гърция.  За селото в Румъния вижте Галица.  
Галица (на гръцки: Γαλιτσά) е голямо равнинно село в дем Агринио, Гърция, намиращо се в близост до езерото Озерос.
Жителите му се занимават със земеделие (отглеждане на тютюн, царевица, киви, цитрусови култури, маслини) и овцевъдство. До 1945 г. името му е Галица, но оттогава датира тенденция към трансформация на името му към Горица (на гръцки: Γουριώτισσα).